# Splašková voda

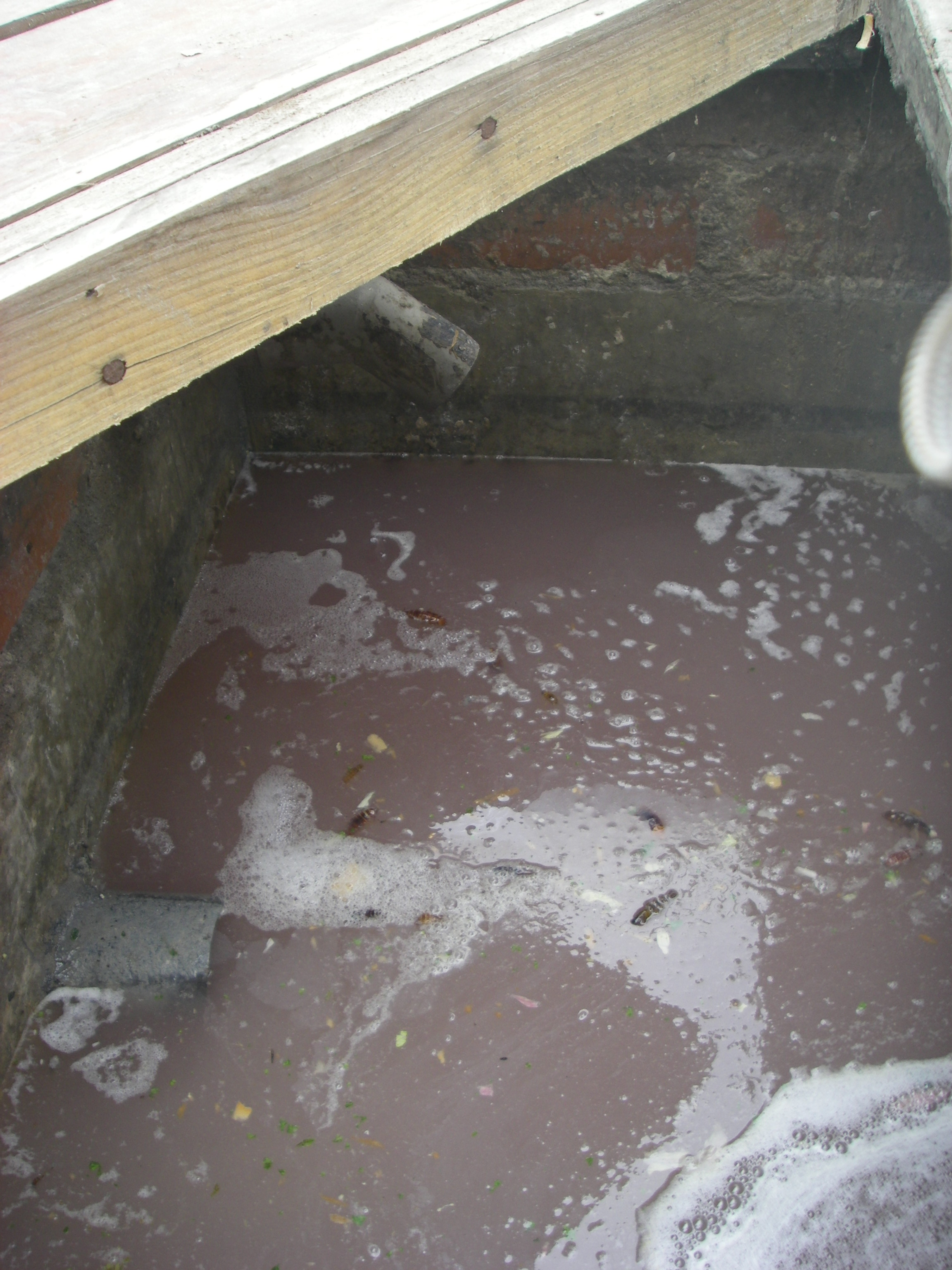
Šedá odpadní voda v sedimentační nádrži

Splaškové vody, nebo také splašky, jsou odpadní vody z domácností a sociálních zařízení. Mezi splašky se řadí odpadní vody z kuchyní, toalet a koupelen a umýváren. Mezi splašky nepatří odpadní vody průmyslové. Odpadní vody z měst lze považovat za splaškové, nevyskytuje-li se ve městě žádný průmysl, což se týká pouze minima měst a obcí. Splaškové vody se čistí v městské čistírně odpadních vod.

## Dělení splaškových vod
Splaškovou vodu lze dále dělit dle původu na černou a šedou. Voda černá je odpadní voda z toalet, obsahující fekálie (hnědá voda) a moč (žlutá voda). Voda šedá je méně znečištěná, neobsahuje fekálie a moč a vzniká v kuchyních, při praní a v koupelnách. Lze ji dále rozlišovat na tmavě šedou odpadní vodu (z kuchyní, obsahuje zbytky potravin) a světle šedou odpadní vodu (z koupelen a praní). Dělení splaškových vod na šedé a černé je často skloňováno v posledních letech z důvodu zvyšující se spotřeby vody, opakujících se období sucha a snižování kapacit přírodních zdrojů. Černé a šedé vody lze kvůli rozdílnému znečištění čistit odděleně a méně znečištěné šedé vody je možné znovu využívat jako vody užitkové, například ke splachování toalet, mytí pozemních komunikací, zalévání či zavlažování zeleně apod. Na znovuvyužití šedé vody pamatují nová řešení decentralizovaného čištění odpadních vod pro domácnosti či moderní budovy a městské čtvrti.

## Složení
Splaškové vody bývají šedohnědě zbarvené a silně zakalené. Jejich teplota se v našich klimatických podmínkách pohybuje mezi 5 a 20 °C. Obvyklá hodnota pH splašků je 6,8–7,5.
Splašky jsou znečištěny mnoha různými látkami. Při bilancování objemu a znečištění splašků se používá jednotka ekvivalentní obyvatel (EO) nebo také populační ekvivalent. 1 EO je charakterizován pomocí tabulky, která uvádí množství nejvýznamnějších parametrů znečištění v odpadní vodě v gramech, které průměrně vyprodukuje jedna osoba za jeden den. Hodnoty v tabulce jsou průměrné pro střední Evropu, v konkrétních případech a v jiných oblastech se mohou hodnoty výrazně lišit. Z hlediska navrhování čistírenských technologií jsou klíčové parametry NL (nerozpuštěné látky) a BSK5 (biochemická spotřeba kyslíku za 5 dní).
| Látky         | Anorganické | Organické | Celkové | BSK5 | N  | P    |
| ------------- | ----------- | --------- | ------- | ---- | -- | ---- |
| nerozpuštěné  | 15          | 40        | 55      | 30   | 1  | 0,2  |
| -usaditelné   | 10          | 30        | 40      | 20   | 1  | 0,2  |
| -neusaditelné | 5           | 10        | 15      | 10   | —  | —    |
| rozpuštěné    | 75          | 50        | 125     | 30   | 11 | 2,3  |
| celkem        | 90          | 90        | 180     | 60   | 12 | 2,5* |

*Při minimálním používání fosfátových pracích a mycích prostředků.
Koncentrace uvedených látek závisí na denní spotřebě vody na osobu. V České republice se nejčastěji operuje s hodnotou 150 l.
Většina znečišťujících látek (předpokládá se až 80 %) ve splašcích pochází z moči a fekálií. Fekálie jsou z 90 % tvořeny organickými látkami – zbytky střevních bakterií, lipidy, bílkovinami, polysacharidy a jejich rozkladnými produkty. Organické znečišťující látky s původem v moči jsou hlavně aminokyseliny. Anorganické látky ve splašcích představuje dusík, vylučovaný především v moči ve formě močoviny a amoniakálního dusíku, sodík, chloridy, sírany, fosforečnany a fosfor v nerozpuštěné formě, vázaný na vápník a hořčík.
Mezi charakteristické látky, které se ve splašcích vyskytují v malém množství, patří steroidní sloučeniny (hormony, žlučové kyseliny, steroly), obsažené ve fekáliích, a dusíkaté heterocyklické sloučeniny (indikan, histidin, kyselina močová) a steroidy (urokortisol a urokortison), obsaženy v moči.
Další znečišťující látky ve splašcích pocházejí ze zbytků živočišné a rostlinné potravy (tuky, bílkoviny, sacharidy) a z pracích a čisticích prostředků (tenzidy, polyfosforečnany, zeolity, peroxoboritany, komplexotvorné látky).

## Čištění splaškových odpadních vod
Domácnosti bez připojení k veřejné kanalizaci obvykle splašky odvádí do septiku nebo domovní čistírny odpadních vod. Splašky z objektů napojených ke kanalizaci jsou odváděny na městskou čistírnu odpadních vod, většinou společně se srážkovými vodami, případně průmyslovými odpadními vodami. Obvykle odpadní voda prochází nejprve mechanickým stupněm čištění (lapák štěrku, česle, lapák písku, případně primární sedimentace nebo lapák tuků) a poté biologickým stupněm (nejčastěji aktivace), který musí být doplněn separačním krokem – sedimentací nebo membránovou separací, kde dochází k oddělení biomasy od vyčištěné odpadní vody. Pokud poté kvalita vody splňuje požadavky na vypouštění, je vypuštěna do recipientu (do řeky, potoka, rybníka, vsaku). Pokud ne, následuje terciární stupeň, ve kterém bývá využíváno většinou některé fyzikálně-chemické technologie (membránová separace, filtrace na aktivním uhlí, dočišťovací laguny, hygienizace apod.).